# Westernhausen
Westernhausen ist ein Ortsteil der Gemeinde Schöntal im Hohenlohekreis (Baden-Württemberg).

## Lage
Westernhausen liegt im Jagsttal zwischen Krautheim und Kloster Schöntal.

## Geschichte
Westernhausen wurde 1225 erstmals urkundlich erwähnt. 1647 wurde es von den Franzosen bis auf 18 Gebäude ganz niedergebrannt. Aus dem 14. Jahrhundert ist eine Niederadelsfamilie von Westernhausen bekannt. Geringe Reste einer mittelalterlichen Burg sind im unteren Dorf vorhanden, hierzu gehört auch das Steinschloss. 1406 wird ein Frauenklösterlein des 3. Ordens vom Heiligen Franziskus erwähnt. Die Pfarrkirche St. Martin wird erstmals 1225 erwähnt. Das jetzige Kirchenschiff und die Erhöhung des Turmes wurden im Jahr 1744 erbaut und benediziert. In Westernhausen befindet sich die Ruine Stein – Mauerreste eines Steinschlosses aus dem 14. Jahrhundert. Diese Ruine war mehrere Jahrhunderte unter Gehölz verborgen. Im Zweiten Weltkrieg wurde Westernhausen zum Teil stark zerstört. In der Nachkriegszeit entwickelte sich der Ort sehr stark. Anlässlich die Gemeindereform schloss sich Westernhausen am 1. März 1972 mit sieben weiteren Ortschaften zur Gemeinde Schöntal zusammen.

## Verwaltung
Ortsvorsteher von Westernhausen ist (Stand 2021) Joachim Specht.

## Öffentliche Einrichtungen
- Bis ca. 2017 bestand eine Grundschule in Westernhausen.
- Kindergarten
- Haus am Sternbach (Dorfgemeinschaftshaus)
- Jugendhaus kurz „Juha“ – Jugendtreffpunkt
- Seniorenzentrum

## Bauwerke
- Katholische Pfarrkirche St. Martinus
- Kapelle
- Ruine Stein
- Grotte

## Wirtschaft und Infrastruktur

### Landwirtschaft
Westernhausen war früher überwiegend landwirtschaftlich strukturiert. Die Zahl der landwirtschaftlichen Betriebe ist im Zuge des Strukturwandels auch hier stark zurückgegangen.

### Verkehr
Westernhausen wird von der Jagsttalstraße L 1025 durchzogen. Die hier von ihr abzweigende L 1046 bildet die Ortsdurchfahrt und führt weiter nach Weißbach im Kochertal. Die nächste Autobahn-Anschlussstelle ist die Anschlussstelle Osterburken der A 81 in ca. 13 km Entfernung über Bieringen und Oberkessach. An den Nahverkehr ist der Ort durch den Verkehrsverbund HNV angebunden.

### Gewerbe
Westernhausen verfügt über einige kleinere Industriebetriebe. Ein Gewerbegebiet wurde in den 90er Jahren erschlossen.

## Entwicklung
Durch die Erschließung mehrerer Neubaugebiete zählt Westernhausen heute zu den größten Teilorten der Gemeinde. Im Jahr 2007 wurde das Gewerbegebiet Erlenäcker erweitert.

## Freizeitmöglichkeiten
Oberhalb des Dorfes am Rande des Klosterwalds befindet sich eine Grillhütte. Ein reges Vereinsleben, mit Jugendgruppe, einem Sportverein mit den Abteilungen Fußball, Tennis, Karate und Turnen, einem Gesang- und Musikverein bietet eine Vielzahl von Freizeitmöglichkeiten. Der Badeplatz an der Jagst lädt im Sommer zum naturnahen Baden ein. Ein enges Netz an Wander- und Feldwegen ermöglicht es Wanderern und Joggern, die Natur zu genießen.

## Veranstaltungen
- Theater der Laienspielgemeinschaft. Jährlich zwischen Weihnachten und Neujahr

## Söhne und Töchter des Ortsteils
- Valentin Abel (* 1991), Politiker (FDP)